# Astrid Boonstoppel
Astrid Boonstoppel (Rotterdam, 27 december 1983) is een Nederlandse schrijfster van Young Adult-boeken. 

## Jeugd en opleiding
Boonstoppel groeide op in Reeuwijk. Ze studeerde Algemene Cultuurwetenschappen en Media en Journalistiek aan de Erasmus Universiteit Rotterdam. Ze is communicatieadviseur van beroep. Daarnaast schrijft ze jeugdboeken.

## Boeken
In 2019 maakte ze haar debuut met de roman Dit is hoe het ging, waarmee zij de Jonge Jury Debuutprijs 2020 won. Haar tweede boek, De Academie, werd gepubliceerd in 2020. In 2022 bracht zij haar eerste novelle uit, getiteld Wees Lucie. In 2024 schreef ze met Sholeh Rezazadeh en Michel van Egmond, het geschenk van de Boekenweek van Jongeren: 3PAK. Haar verhaal is getiteld: Dingen die ik haat. In 2025 verscheen haar boek Prinses zonder erwt, een versroman. Edward van de Vendel schreef over dit boek: "Soms voel je meteen bij een boek dat het geschreven móést worden, dat er een bijzondere overtuiging achter de zinnen schuilt, een bezieling die de tekst doet oplichten."
Haar boeken richten zich op thema's zoals vriendschap, familie, eenzaamheid en verlies. 